# Pico King (Yukón)
El pico King (en inglés: King Peak), a veces llamado monte King (Mount King) es una destacada montaña canadiense de las montañas San Elías, con 5173 m, la cuarta montaña más alta del país y el noveno pico más alto de América del Norte. Situado justo al oeste del monte Logan (el más alto de Canadá), en el territorio del Yukón, se considera un pico satélite de esa enorme montaña, a pesar de tener una importancia prominencia 1073 m.

## Historia de las ascensiones
El primer ascenso del pico King fue realizado en 1952 por algunos estudiantes de la Universidad de Alaska. Russell Alston Paige, Keith Hart, Elton Thayer y Bill Atwood caminaron hasta el glaciar Ogilvie al pie de la Quartz Ridge, lugar donde les habían sido lanzados por aire la mayoría de sus suministros. Llegaron al campamento 2 en la cresta oeste el 3 de junio. Después de esperar dos días a que amainara la tormenta, Hart y Thayer partieron hacia la cumbre mientras Atwood permanecía en el campamento debido a una lesión en la rodilla. Después de luchar con las torres de roca y las crestas heladas, llegaron a la cima el 6 de junio.
El segundo y tercer ascenso también se completaron en 1952 por un equipo estadounidense que también acababa de realizar el primer ascenso del monte Augusta. Desde el lado sur del pico King, se dirigieron hacia la cresta este y ocasionalmente atravesaron al lado norte para evitar las pendientes pronunciadas. Después de dos intentos fallidos de cumbre los días 20 y 21 de julio, Pete Schoening y Gibson Reynolds lograron negociar con el gendarme que había rechazado los intentos fallidos y llegaron a la cima el 23 de julio. Schoening regresó al día siguiente con Dick McGowan y Bill Niendorff para completar el tercer ascenso.